# Beda Werner
Beda Werner OSB (* 24. Januar 1673 in Hechingen; † 9. März 1725 in Ochsenhausen) war von 1719 bis 1725 der 23. Abt der Reichsabtei Ochsenhausen in Oberschwaben.

## Leben
Am 23. Oktober 1695 legte Beda die Ordensgelübde ab. Seine erste Heilige Messe zelebrierte er am 11. Oktober 1699. Danach studierte er Jura und Theologie an der Universität Salzburg. Zurück am Stift, war er Lehrer und Novizenmeister. 1712 übernahm er die Pfarrstelle in Reinstetten. 1715 betreute er die Pfarrei in Kirchdorf an der Iller. Geisenhof beschreibt Beda Werner in seiner Chronik als Freund der Wissenschaften und der Musik. Er war in der Verwaltung des Klosters eingesetzt und wurde 1719 zum Abt gewählt. Die Kosten seiner Wahl, Konfirmation, Benediktion, Huldigung inklusive der Annaten an den Bischof von Konstanz beliefen sich auf 1.600 Gulden.

## Bautätigkeit

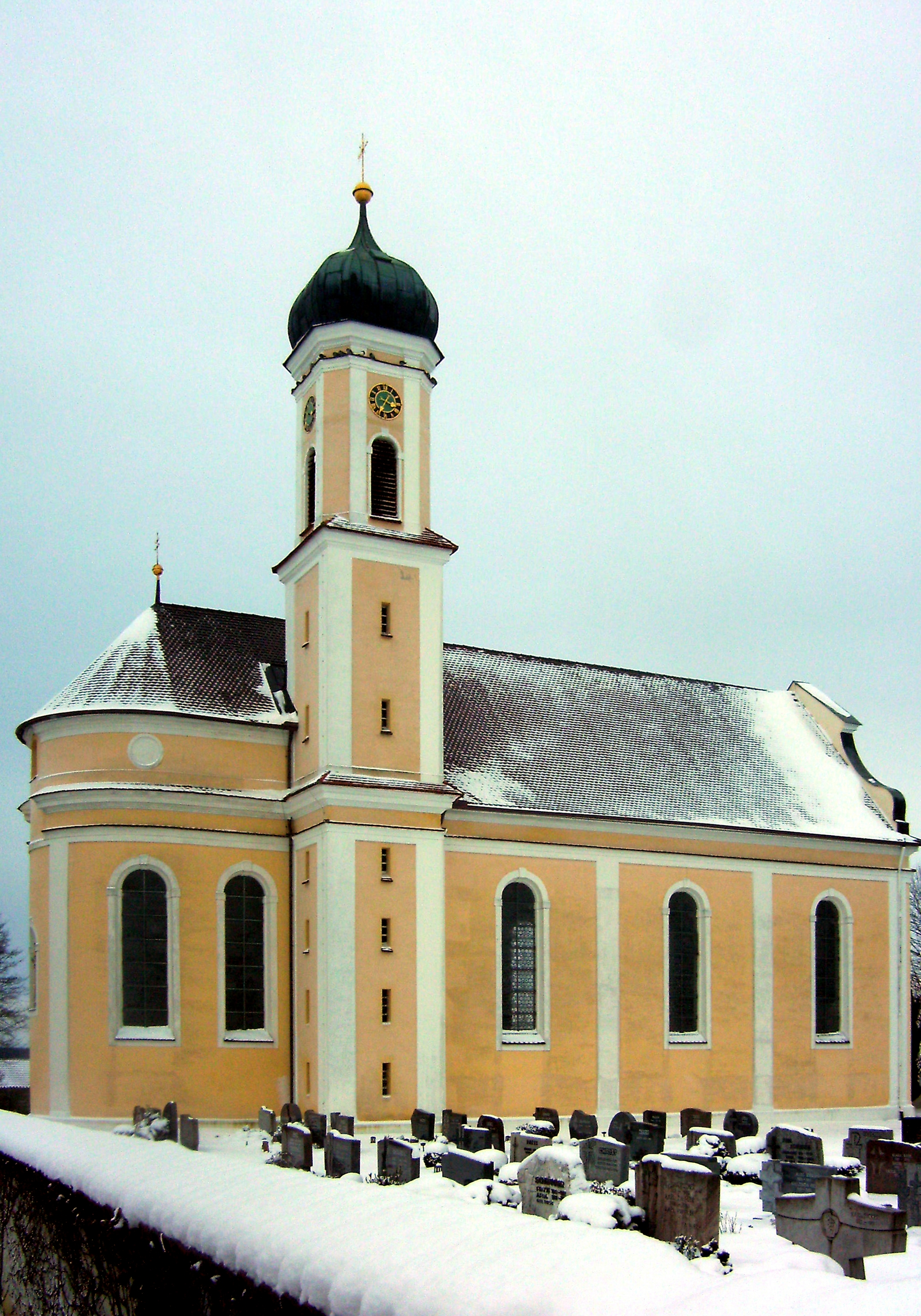
St. Blasius in Bellamont

Er vollendete 1719 die St. Antons Kapelle und stattete sie mit einem Marmorhochaltar aus und ließ folgende Kirchengebäude neu errichten:
- St. Blasius in Bellamont,
- Mariä Himmelfahrt Ringschnait
- St. Vinzentius in Oberopfingen

Er veränderte das Äußere von Schloss Obersulmetingen und der Kirchen in Laupheim und Achstetten. Auch das Kleindenkmal Bildstock in Zell an der Rot wurde während seiner Amtszeit errichtet.
Im Jahre 1725 erkrankte er an Epilepsie. Er resignierte noch im gleichen Jahr und verstarb am 9. März 1725 in Ochsenhausen. Bei seinem Tode befand sich ein Einnahmen-Überschuss von 100.000 Gulden in der Hauptkasse des geistlichen Territoriums der Reichsabtei.
Am 2. Juli 1720 verursachte nach einem Gewitter ein eineinhalbstündiger Platzregen in Ochsenhausen eine Überschwemmung nie gekannten Ausmaßes.